# Fun in Space
Albums de Roger Taylor
Strange Frontier
(1984)
Fun in Space est le premier album solo du musicien britannique Roger Taylor, également batteur du groupe Queen, sorti le 6 avril 1981 au Royaume-Uni.
L'artiste a enregistré l'album entre deux tournées de Queen, celles pour promouvoir les albums The Game et Flash Gordon.
Taylor a lui-même écrit, composé, interprété et produit chacune des chansons qui y figurent. Seuls quelques passages au synthétiseur sont joués par David Richards, coproducteur de plusieurs albums de Queen. Si l'album s'est bien vendu au Royaume-Uni, le succès commercial fut plus timide aux États-Unis. La pochette de l'album, réalisée par le collectif de graphistes britanniques Hipgnosis, précise que l'enregistrement a nécessité « 157 synthétiseurs », un trait d'humour puisque tous les albums de Queen des années 1970 précisent au contraire qu'aucun synthétiseur n'a été utilisé.

## Titres de l’album

### Face A[1]
| No | Titre                     | Durée |
| -- | ------------------------- | ----- |
| 1. | No Violins                | 4:33  |
| 2. | Laugh Or Cry              | 3:06  |
| 3. | Future Management         | 3:03  |
| 4. | Let's Get Crazy           | 3:40  |
| 5. | My Country (Parts I & II) | 6:48  |

#### Face B[1]
| No  | Titre                       | Durée |
| --- | --------------------------- | ----- |
| 6.  | Good Times Are Now          | 3:28  |
| 7.  | Magic Is Lose               | 3:30  |
| 8.  | Interlude in Constantinople | 2:04  |
| 9.  | Airheads                    | 3:38  |
| 10. | Fun in Space                | 6:22  |

## Crédits[1]
- Roger Taylor - Composition, arrangement, instruments, production, chant, chœurs
- David Richards - Ingénieur du son, claviers additionnels
- Hipgnosis - Pochette de l'album

## Classements

### Album
| Classement (1981) | Position |
| ----------------- | -------- |
| Royaume-Uni       | 18       |
| Allemagne         | 42       |
| Pays-Bas          | 24       |
| États-Unis        | 121      |

### Singles
Single Future Management
| Classement 1981 | Position |
| --------------- | -------- |
| Royaume-Uni     | 49       |